# Train Fever
Train Fever is een bedrijfssimulatiespel van Urban Games.
Het spel is gefinancierd door een crowdfundingsactie op Gambitious in 2012. In het spel moet de speler een transportbedrijf opzetten, leiden en exploiteren.

## Opvolger
Train Fever werd in 2016 opgevolgd door Transport Fever.